# 성덕왕릉
성덕왕릉(聖德王陵)은 대한민국 경상북도 경주시 조양동에 있는, 신라 제33대 성덕왕의 무덤이다. 1963년 1월 21일 대한민국의 사적 제28호로 지정되었다.

## 개요
경주에서 불국사 방향으로 가는 길의 동남쪽 구릉 소나무숲 속에 자리하고 있는 신라 제33대 성덕왕(재위 701∼737)의 무덤이다.
성덕왕은 신문왕의 아들로 본명은 융기이다. 당과 적극적인 교류를 하였으며 정치적으로 가장 안정된 신라의 전성기를 이끌어 나갔다. 『삼국사기』에 의하면 737년에 왕이 죽자 이거사(移車寺) 남쪽에 장사지냈다고 하는데, 현재 왕릉 북쪽에 이거사로 추정되는 절터가 있다.
이 능은 밑둘레 46m 높이5m이다.
무덤 아래부분에는 둘레돌을 배치하여 무덤을 보호하도록 하였는데, 높이 90cm 정도의 돌(면석)을 두르고 그 위에 덮개돌인 갑석을 올렸다. 면석 사이에는 기둥 역할을 하는 탱석을 끼워 고정시켰으며, 그 바깥쪽에 삼각형의 돌을 세워 받치고 있다. 삼각형의 받침돌 사이에 12지신상이 배치되어 있는데 네모난 돌 위에 갑옷을 입고 무기를 들고 서 있는 모습의 조각이 심하게 파손되어 있다.
무덤 앞쪽에는 석상이 놓여있고 무덤 주위의 4모서리에는 돌사자를 배치하였다. 석상 앞쪽 양 옆으로 문인석·무인석 각 1쌍을 세웠던 것으로 보이나, 지금은 무인석 1개와 상반신만 남은 석인(石人) 1개가 남아 있다.
성덕왕릉에서 보이고 있는 석물의 사실적인 조각기법은 통일신라 초기 양식에 속하며, 왕릉은 통일신라시대의 왕릉으로서 완비된 모습을 갖추고 있다.

## 같이 보기
- 성덕왕